# Стомашен сок
Стомашният сок е храносмилателна, киселинна и безцветна течност с антибактериално действие, която се образува от стомашните жлези на лигавичния слой на стомаха. Тя има силно кисела реакция: pH е от 1 до 2. Поради секрецията на слуз с алкална реакция, покриваща повърхността на лигавицата, стомашния сок не оказва разрушително действие върху стомашната стена. За едно денонощие стомахът отделя около 2-3 литра стомашен сок.